# Politik in Cottbus
In den folgenden Listen werden die Ergebnisse verschiedener Wahlen in Cottbus aufgelistet. Es werden die Ergebnisse der Wahlen zur Stadtverordnetenversammlung ab 1990, zum Oberbürgermeister ab 2002 und die Ergebnisse weiterer Wahlen ab 2004 angegeben.
Es werden nur diejenigen Parteien und Wählergruppen aufgelistet, die bei wenigstens einer Wahl über 1,5 Prozent der gültigen Stimmen gekommen sind. Bei mehrmaligem Überschreiten dieser Grenze werden auch Ergebnisse ab einem Prozent aufgeführt. Das Feld der Partei, die bei der jeweiligen Wahl die meisten Stimmen bzw. Sitze erhalten hat, ist farblich gekennzeichnet.

## Kommunalwahlen

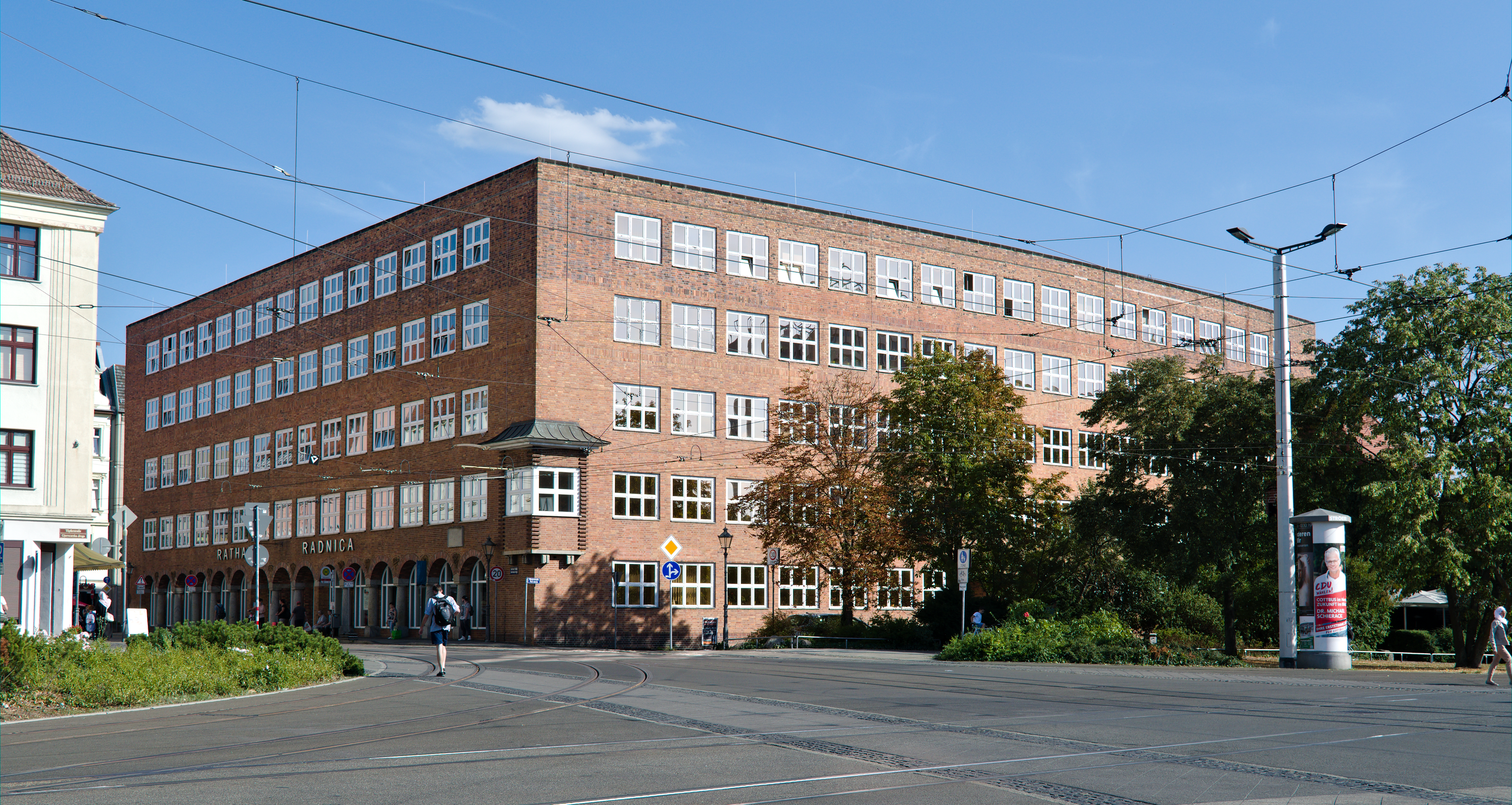
Neues Rathaus: Sitz des Oberbürgermeisters und der Stadtverwaltung

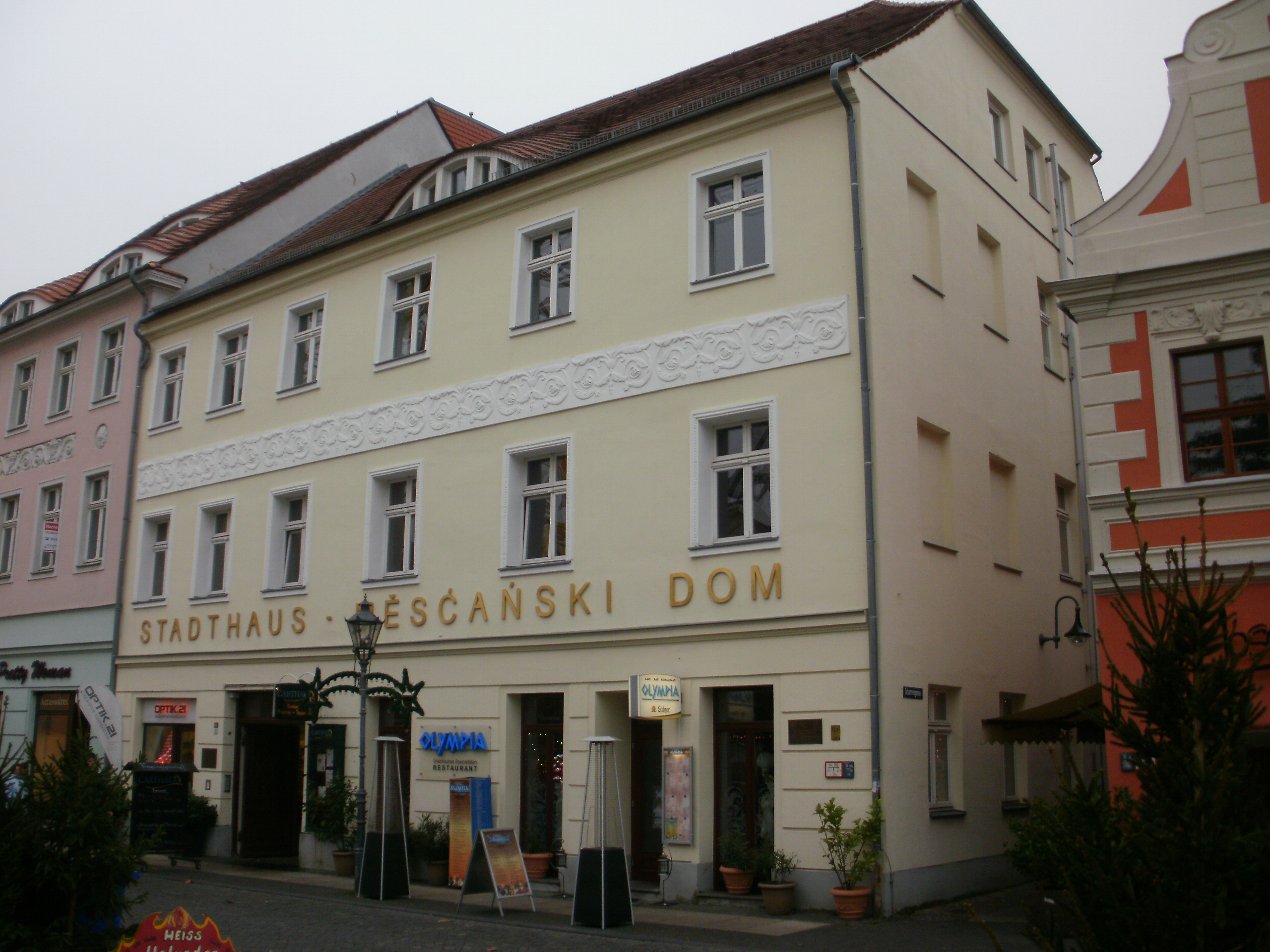
Stadthaus: Tagungsort der Stadtverordnetenversammlung zwischen 1996 und 2012

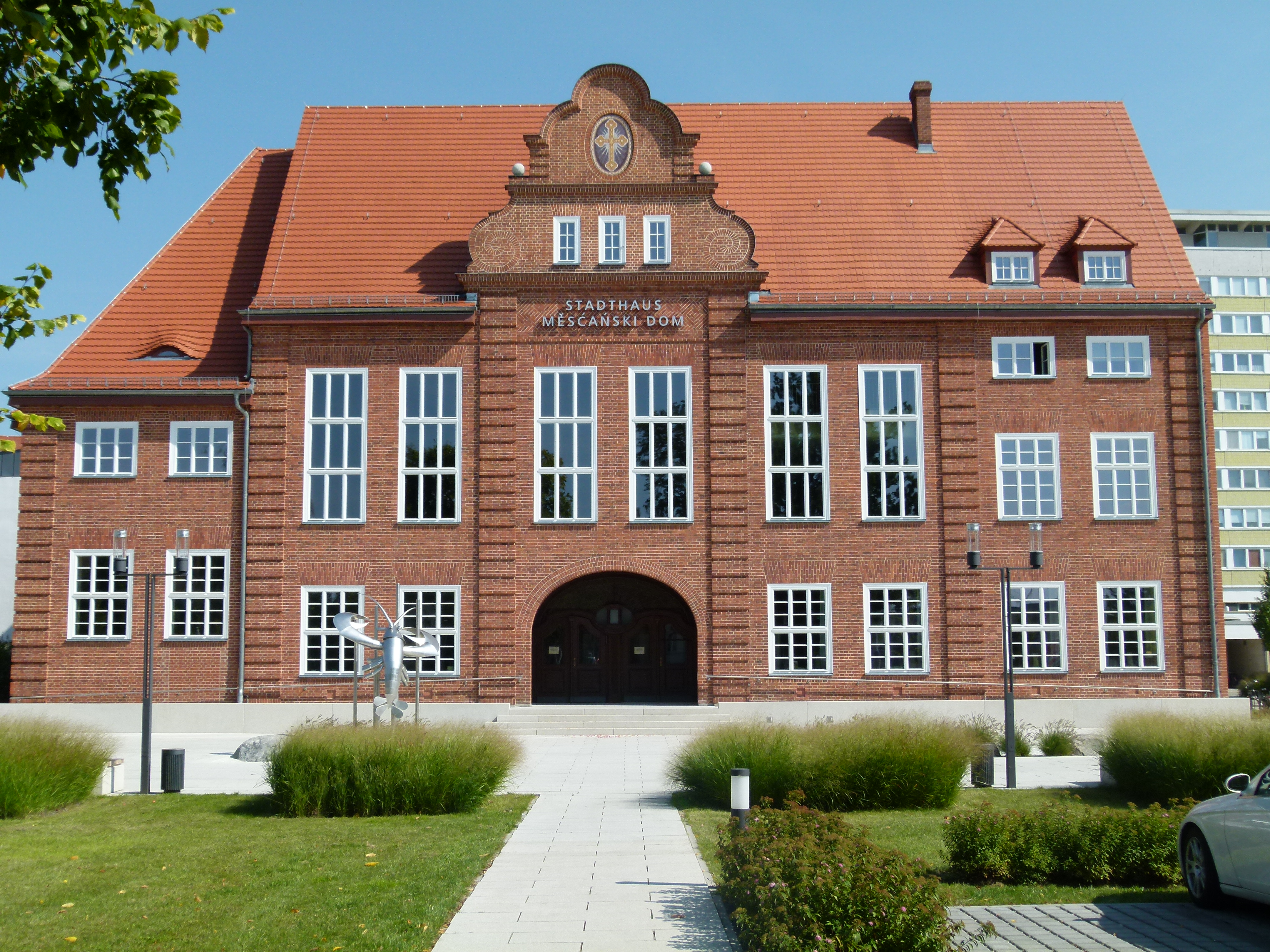
Neues Stadthaus: Tagungsort der Stadtverordnetenversammlung seit 2013

An der Spitze der Stadt Cottbus stand wohl schon seit dem 13. Jahrhundert ein Bürgermeister, doch sind nur einige Namen überliefert. Sie fungierten wohl als Sprecher der Bewohner und waren dem Schlossherrn unterstellt. Spätestens seit dem 16. Jahrhundert gab es auch einen Rat, der aus Ratsmännern und vier Bürgermeistern bestand. Später änderte sich die Zahl der Bürgermeister. Seit dem 19. Jahrhundert trug das Stadtoberhaupt meist den Titel „Oberbürgermeister“. Der Rat trug dann die Bezeichnung Stadtverordnetenversammlung.
Während der Zeit des Nationalsozialismus wurde der Oberbürgermeister nach den Bestimmungen der Deutschen Gemeindeordnung von der NSDAP eingesetzt und die Stadtverordnetenversammlung aufgelöst. Nach dem Zweiten Weltkrieg bildete die sowjetische Besatzungszone den „Rat der Stadt“ mit einem Oberbürgermeister. Nach der Wiedervereinigung Deutschlands wurde die Stadtverordnetenversammlung wieder frei gewählt. Sie ist das Hauptorgan der Stadtverwaltung und wurde zuletzt in der Kommunalwahl am 28. September 2008 von den Bürgern für sechs Jahre gewählt. Das Gremium wählt aus seiner Mitte den Vorsitzenden der Stadtverordnetenversammlung. Der Oberbürgermeister wird direkt vom Volk gewählt.

### Wahlen zum Oberbürgermeister

#### Wahl 2002
Bei der Oberbürgermeister-Wahl am 24. Februar 2002 konnte sich kein Kandidat durchsetzen. Erst in der Stichwahl am 17. März 2002 wurde die parteilose Karin Rätzel gewählt. Sie war früher ein Mitglied der SPD.
Stimmenanteile der Bewerber in Prozent
| Wahltag                | Klaus Zacharias (SPD) | Karin Kühl (PDS) | Markus Derling (CDU) | Hans-Joachim Weißflog (Grüne) | Martin Neumann (FDP) | Sven Pautz | Karin Rätzel | André Schneider |
| ---------------------- | --------------------- | ---------------- | -------------------- | ----------------------------- | -------------------- | ---------- | ------------ | --------------- |
| 24.02.2002             | 16,48                 | 12,58            | 17,04                | 5,94                          | 11,62                | 4,62       | 29,76        | 1,97            |
| 17.03.2002 (Stichwahl) |                       |                  | 33,67                |                               |                      |            | 66,33        |                 |

Die Enttäuschung über die Kommunalpolitik der Parteien führte bei der Kommunalwahl 2003 zu der sehr geringen Wahlbeteiligung von 28,41 Prozent und dem Stimmengewinn der parteilosen Liste „Aktive Unabhängige Bürger“.

#### Wahl 2006

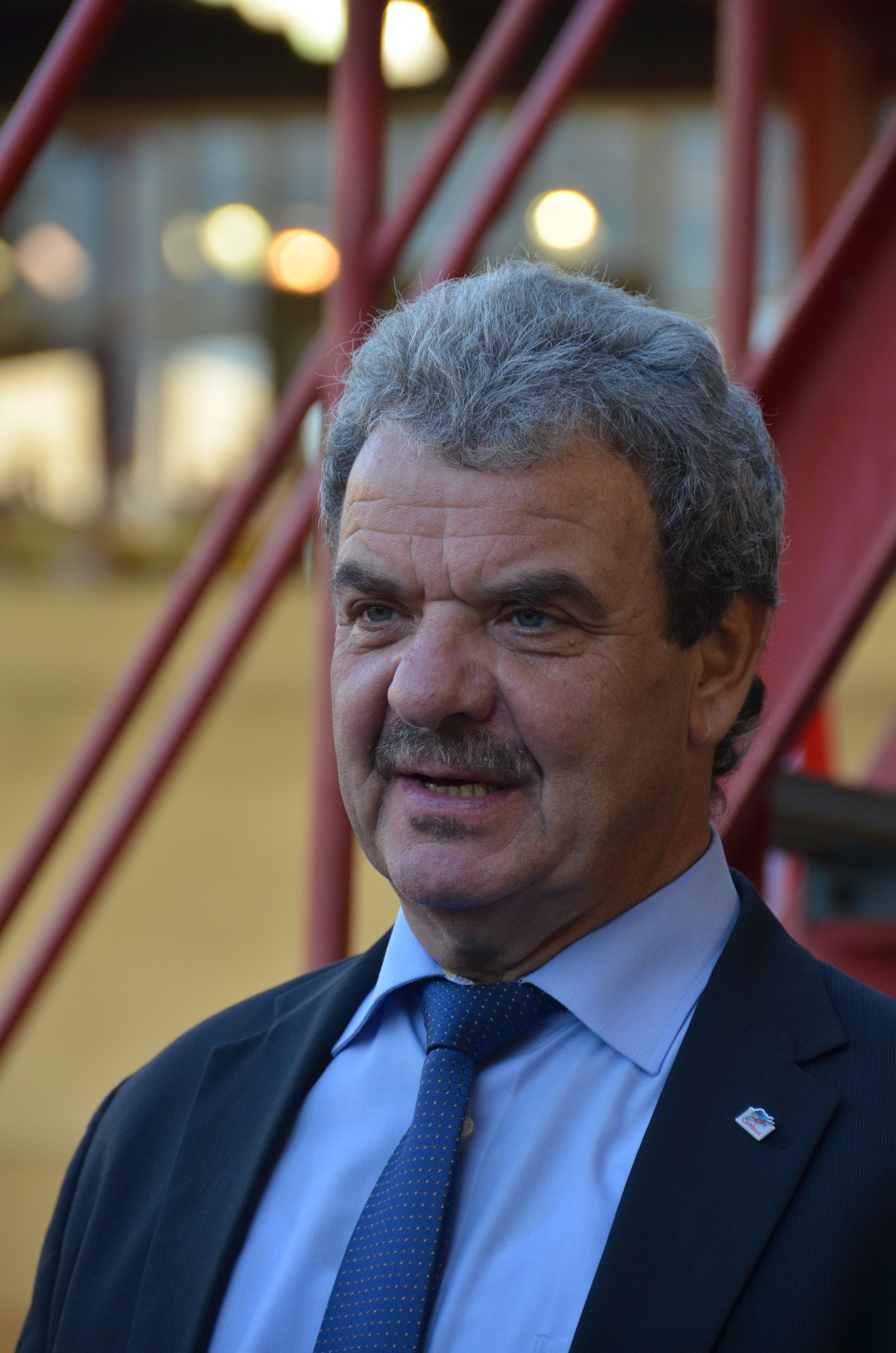
Frank Szymanski

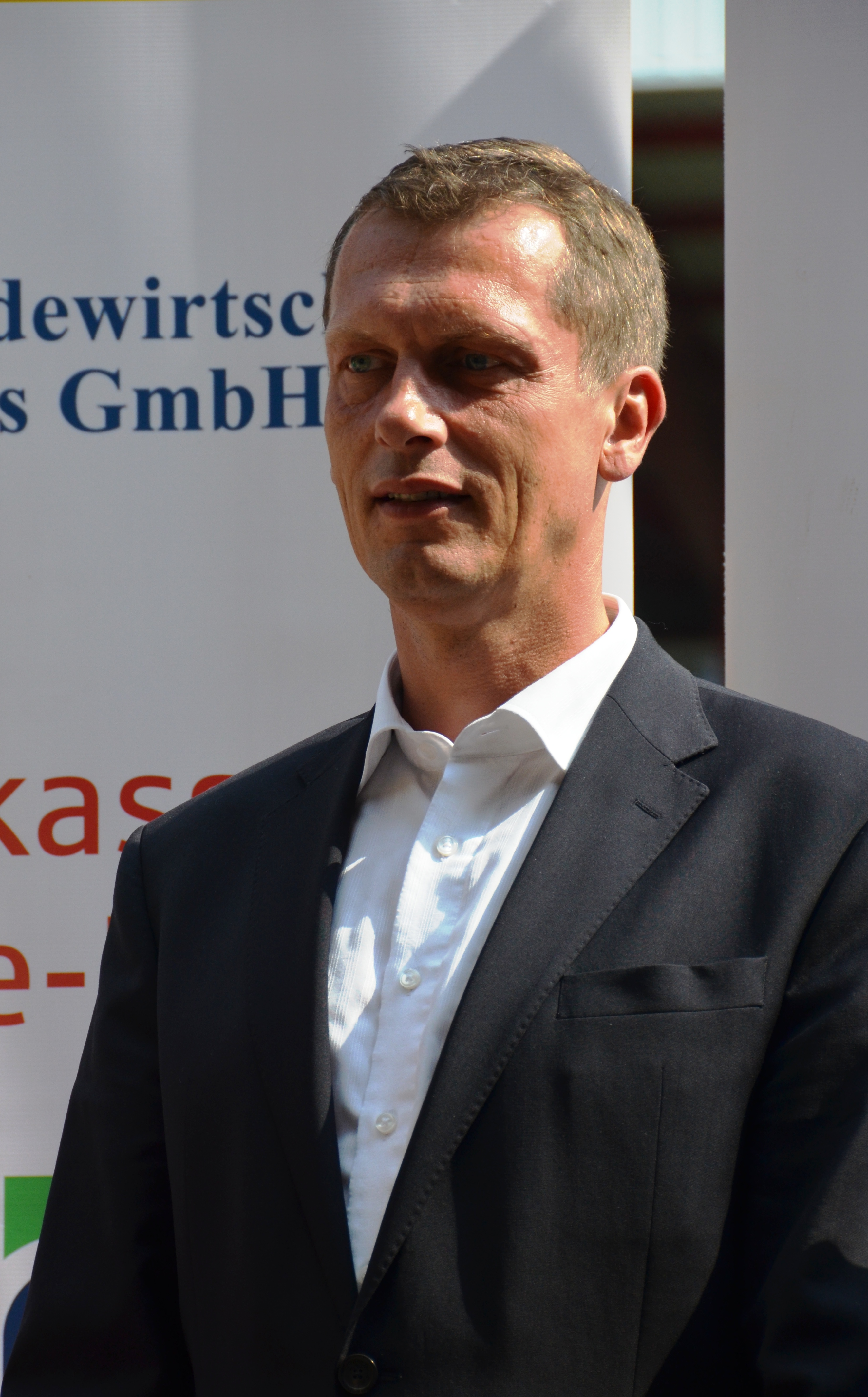
Holger Kelch

Am 3. Mai 2006 stimmten die Stadtverordneten über die Einleitung eines Bürgerentscheides zu Abberufung der Oberbürgermeisterin ab. Dieser Antrag wurde mit 41 Ja-Stimmen, 6 Nein-Stimmen bei einer Enthaltung angenommen. Frau Rätzel wurden kostspielige Fehler im Zusammenhang mit den defizitären Stadtwerken und einem Schwimmbadneubau vorgeworfen. Der Bürgerentscheid fand am Sonntag, dem 2. Juli 2006, statt. Das Abwahlbegehren war erfolgreich, da sich mehr als das erforderliche Viertel der 87.925 Wahlberechtigten gegen die Amtsinhaberin entschieden. Von den 31.311 abgegebenen Stimmen (Wahlbeteiligung von 35,61 %) votierten 27.901 (89,11 %) gegen Frau Karin Rätzel als Oberbürgermeisterin. 3229 (10,31 %) stimmten für ihren Verbleib im Amt. Ihre Amtszeit endete mit Feststellung des amtlichen Wahlergebnisses am 6. Juli 2006. Einen Tag später wurden dem Beigeordneten des Dezernates Sicherheit, Ordnung und Umwelt, Holger Kelch (CDU), von der Stadtverordnetenversammlung die Aufgaben des allgemeinen Vertreters des Oberbürgermeisters der Stadt Cottbus bis zur Neuwahl des Stadtoberhauptes übertragen.
Am 22. Oktober 2006 fand die vorgezogene Wahl zum Oberbürgermeister statt. Nur zwei Kandidaten wurden vom Landeswahlausschuss zugelassen, Einsprüche gegen die Nichtzulassung von weiteren Bewerbern wurden aus formalen Gründen abgewiesen. Für die SPD kandidierte der brandenburgische Minister für Stadtentwicklung, Wohnen und Verkehr, Frank Szymanski, der auch von den Grünen unterstützt wurde. Sein Kontrahent war der amtierende Oberbürgermeister Holger Kelch, Kandidat des „Bündnis Cottbus“. Hinter diesem Bündnis stand eine Listenvereinigung von fünf in der Stadtverordnetenversammlung vertretenen Parteien und politischen Vereinigungen. Das waren Linkspartei.PDS, CDU, Aktive unabhängige Bürger (AUB), FDP und Frauenliste. Eine Besonderheit war dabei die gegen starke Widerstände der Landes-CDU erfolgte Einigung der lokalen CDU mit der Linkspartei.PDS.
Nach dem Endergebnis der Wahl des Oberbürgermeisters der Stadt wählten 13.509 Bürger Holger Kelch und 21.273 Bürger Frank Szymanski.
Stimmenanteile der Bewerber in Prozent
| Jahr | Frank Szymanski | Holger Kelch |
| ---- | --------------- | ------------ |
| 2006 | 61,16           | 38,84        |

Von den 87.532 Wahlberechtigten gaben 35.325 (40,36 %) ihre Stimme ab.
Die Ernennung Szymanskis zum Oberbürgermeister der Stadt Cottbus fand am 29. November 2006 statt. Die Ernennung verzögerte sich, da wegen der Benutzung von Wahlcomputern bei der Wahl Einspruch erhoben worden ist, welcher aber abgelehnt wurde. Nach acht Jahren – am 14. September 2014 – musste sich Szymanski einer Wiederwahl stellen, die er verlor. Neuer Oberbürgermeister der Stadt Cottbus wurde der ebenfalls wieder angetretene Holger Kelch.

#### Wahl 2014
Stimmenanteile der Bewerber in Prozent
| Jahr | Frank Szymanski | Holger Kelch | Lars Krause |
| ---- | --------------- | ------------ | ----------- |
| 2014 | 37,27           | 50,66        | 12,07       |

Von den 85.141 Wahlberechtigten gaben 40.736 (48,82 %) ihre Stimme ab.

#### Wahl 2022
Die erste Wahlgang der Oberbürgermeisterwahl fand am 11. September 2022 statt. Der bisherige Amtsinhaber Holger Kelch trat aus gesundheitlichen Gründen nicht erneut an. Für die CDU trat der Ordnungsdezernent der Stadt Cottbus, Thomas Bergner, an, für die SPD der Geschäftsführer des Stadtsportbundes Cottbus, Tobias Schick, für die FDP der Unternehmer Felix Sicker und für die AfD der Landtagsabgeordnete Lars Schieske. Weitere Kandidaten waren Sven Benken (Unser Cottbus), Lysann Kobbe (dieBasis) sowie Johann Staudinger als parteiloser Kandidat.
Da im ersten Wahlgang keiner der Kandidaten die erforderliche absolute Mehrheit erreichen konnte, wurde am 9. Oktober 2022 eine Stichwahl durchgeführt, die Tobias Schick gegen Lars Schieske gewann.
Stimmenanteile der Bewerber in Prozent
| Jahr               | Lars Schieske (AfD) | Thomas Bergner (CDU) | Tobias Schick (SPD) | Sven Benken (UC!) | Felix Sicker (FDP) | Lysann Kobbe (dieBasis) | Johann Staudinger (parteilos) |
| ------------------ | ------------------- | -------------------- | ------------------- | ----------------- | ------------------ | ----------------------- | ----------------------------- |
| 11. September 2022 | 26,4                | 24,6                 | 31,8                | 5,9               | 5,7                | 3,9                     | 1,7                           |
| 9. Oktober 2022    | 31,4                |                      | 68,6                |                   |                    |                         |                               |

Im ersten Wahlgang gaben von 42.087 Wähler (53,3 %) ihre Stimme ab, im zweiten Wahlgang lag die Wahlbeteiligung mit 43.397 Wählern bei 55,0 Prozent.

### Wahlen zur Stadtverordnetenversammlung
| Partei / Wählergruppe                          | Ergebnis 2024 | Sitze 2024 | Ergebnis 2019 | Sitze 2019 | Ergebnis 2014 | Sitze 2014 | Ergebnis 2008 | Sitze 2008 | Ergebnis 2003 | Sitze 2003 | Ergebnis 1998 | Sitze 1998 | Ergebnis 1993 | Sitze 1993 | Ergebnis 1990 | Sitze 1990 |
| ---------------------------------------------- | ------------- | ---------- | ------------- | ---------- | ------------- | ---------- | ------------- | ---------- | ------------- | ---------- | ------------- | ---------- | ------------- | ---------- | ------------- | ---------- |
| AfD                                            | 29,3 %        | 14         | 22,3 %        | 11         | 7,2 %         | 3          | –             | –          | –             | –          | –             | –          | –             | –          | –             | –          |
| SPD 1                                          | 19,6 %        | 9          | 15,6 %        | 8          | 20,9 %        | 10         | 28,6 %        | 14         | 20,0 %        | 10         | 36,4 %        | 18         | 28,5 %        | 14         | 20,6 %        | 18         |
| CDU 2                                          | 16,0 %        | 7          | 17,2 %        | 9          | 27,7 %        | 13         | 18,2 %        | 9          | 24,1 %        | 12         | 23,8 %        | 12         | 20,1 %        | 10         | 30,4 %        | 27         |
| Unser Cottbus!                                 | 09,0 %        | 4          | 09,4 %        | 5          | –             | –          | –             | –          | –             | –          | –             | –          | –             | –          |               |            |
| Die Linke 3                                    | 07,1 %        | 3          | 13,7 %        | 7          | 21,0 %        | 10         | 26,9 %        | 14         | 26,8 %        | 13         | 23,9 %        | 12         | 27,9 %        | 14         | 24,3 %        | 22         |
| Bündnis 90/Die Grünen 4                        | 04,9 %        | 2          | 09,1 %        | 4          | 06,3 %        | 3          | 04,8 %        | 2          | 06,1 %        | 3          | 05,8 %        | 3          | 06,0 %        | 3          | 11,5 %        | 10         |
| Aktive Unabhängige Bürger – BVB/Freie Wähler 5 | 04,3 %        | 2          | 05,9 %        | 3          | 06,3 %        | 3          | 08,4 %        | 4          | 14,0 %        | 7          | –             | –          | –             | –          | –             | –          |
| Mittelstandsinitiative Brandenburg             | 04,1 %        | 2          | –             | –          | –             | –          | –             | –          | –             | –          | –             | –          | –             | –          | –             | –          |
| FDP 6                                          | 02,0 %        | 1          | 04,1 %        | 2          | 03,1 %        | 1          | 05,7 %        | 3          | 04,8 %        | 2          | 03,1 %        | 1          | 05,0 %        | 3          | 04,8 %        | 4          |
| Sozialer Umbruch                               | 01,9 %        | 1          | 01,8 %        | 1          | 02,2 %        | 1          | –             | –          | –             | –          | –             | –          | –             | –          | –             | –          |
| Zukunftssicheres Cottbus                       | 01,7 %        | 1          | –             | –          | –             | –          | –             | –          | –             | –          | –             | –          | –             | –          | –             | –          |
| Die Heimat 7                                   | –             | –          | 00,8 %        | –          | 02,7 %        | 1          | 03,0 %        | 2          | –             | –          | –             | –          | –             | –          | –             | –          |
| Frauenliste Cottbus                            | –             | –          | –             | –          | 02,5 %        | 1          | 03,1 %        | 2          | 03,2 %        | 2          | 04,0 %        | 2          | 05,5 %        | 3          | –             | –          |
| DSU                                            | –             | –          | –             | –          | –             | –          | –             | –          | 01,1 %        | 1          | 01,5 %        | 1          | 01,6 %        | 1          | 02,6 %        | 2          |
| BürgerBündnis freier Wähler                    | –             | –          | –             | –          | –             | –          | –             | –          | –             | –          | 01,5 %        | 1          | 04,9 %        | 2          | –             | –          |
| Sonstige 8                                     | –             | –          | –             | –          | –             | –          | –             | –          | –             | –          | –             | –          | –             | –          | 05,8 %        | 6          |
| Insgesamt                                      | 100 %         | 46         | 100 %         | 50         | 100 %         | 46         | 100 %         | 50         | 100 %         | 50         | 100 %         | 50         | 100 %         | 50         | 100 %         | 89         |
| Wahlbeteiligung                                | 62,6 %        | 62,6 %     | 56,3 %        | 56,3 %     | 39,7 %        | 39,7 %     | 42,7 %        | 42,7 %     | 28,4 %        | 28,4 %     | 78,2 %        | 78,2 %     | 57,6 %        | 57,6 %     | 64,0 %        | 64,0 %     |

Stadtverordnetenversammlung seit 2024
- Linke: 3
- SPD: 9
- Grüne/SUB: 3
- UC!/FDP: 5
- CDU/FW: 9
- MiBrb/ZSC: 3
- AfD: 14

Die Stadtverordnetenversammlung besteht seit der Kommunalwahl am 9. Juni 2024, wie bereits in der Wahlperiode zwischen 2014 und 2019, aus 46 Stadtverordneten und dem Oberbürgermeister. Von 1993 bis 2014 sowie von 2019 bis 2024 hatte die Stadtverordnetenversammlung 50 Mitglieder. Tagungsort ist das Stadthaus am Erich-Kästner-Platz 1.
Vorsitzender der Stadtverordnetenversammlung ist Wolfgang Bialas (CDU), seine Stellvertreter sind Kerstin Kircheis (SPD) und Benjamin Hantschke (Unser Cottbus!).
Vorsitzende der Stadtverordnetenversammlung
- 1990–1994: Klaus Bernhard Friedrich (CDU)
- 1994–1998: Reinhard Beer (SPD)
- 1998–2003: Siegfried Kretzsch (SPD)
- 2003–2008: Michael Wonneberger (CDU)
- 2008–2024: Reinhard Drogla (SPD)
- seit 2024: Wolfgang Bialas (CDU)

### Ortsbeiratswahlen

#### Branitz
| Partei / Wählergruppe | Ergebnis 2024 | Sitze 2024 | Ergebnis 2019 | Sitze 2019 | Ergebnis 2014 | Sitze 2014 | Ergebnis 2008 | Sitze 2008 |
| --------------------- | ------------- | ---------- | ------------- | ---------- | ------------- | ---------- | ------------- | ---------- |
| Wählergruppe Branitz  | 78,2 %        | 2          | 86,1 %        | 3          | –             | –          | –             | –          |
| AfD                   | 21,8 %        | 1          | –             | –          | –             | –          | –             | –          |
| SPD                   | –             | –          | 13,9 %        | –          | –             | –          | –             | –          |
| CDU                   | –             | –          | –             | –          | 77,5 %        | 2          | –             | –          |
| Die Linke             | –             | –          | –             | –          | 22,5 %        | 1          | –             | –          |
| Bürgerverein Branitz  | –             | –          | –             | –          | –             | –          | 100 %         | 3          |
| Wahlbeteiligung       | 78,7 %        | 78,7 %     | 69,3 %        | 69,3 %     | 49,7 %        | 49,7 %     | 53,0 %        | 53,0 %     |

#### Dissenchen
| Partei / Wählergruppe                   | Ergebnis 2024 | Sitze 2024 | Ergebnis 2019 | Sitze 2019 | Ergebnis 2014 | Sitze 2014 | Ergebnis 2008 | Sitze 2008 |
| --------------------------------------- | ------------- | ---------- | ------------- | ---------- | ------------- | ---------- | ------------- | ---------- |
| Einzelbewerber Bernd Hockwin            | 48,6 %        | 1          | 39,4 %        | 1          | 22,2 %        | 1          | 30,6 %        | 1          |
| Einzelbewerber Sascha Rumpel            | 17,5 %        | 1          | 34,3 %        | 1          | –             | –          | –             | –          |
| Einzelbewerber Toni Wilke               | 12,6 %        | 1          | –             | –          | –             | –          | –             | –          |
| Einzelbewerberin Iris Otto              | 12,0 %        | –          | 26,2 %        | 1          | –             | –          | –             | –          |
| Einzelbewerber Paul Wukasch             | 09,3 %        | –          | –             | –          | –             | –          | –             | –          |
| Einzelbewerber Roland Hoffmann          | –             | –          | –             | –          | 50,1 %        | 1          | 32,6 %        | 1          |
| Einzelbewerberin Steffi Hiersick-Anders | –             | –          | –             | –          | 27,7 %        | 1          | 36,8 %        | 1          |
| Wahlbeteiligung                         | 72,4 %        | 72,4 %     | 65,0 %        | 65,0 %     | 45,9 %        | 45,9 %     | 47,2 %        | 47,2 %     |

#### Döbbrick
| Partei / Wählergruppe                | Ergebnis 2024 | Sitze 2024 | Ergebnis 2019 | Sitze 2019 | Ergebnis 2014 | Sitze 2014 | Ergebnis 2008 | Sitze 2008 |
| ------------------------------------ | ------------- | ---------- | ------------- | ---------- | ------------- | ---------- | ------------- | ---------- |
| FDP                                  | 68,2 %        | 4          | 55,1 %        | 4(3)       | 12,4 %        | 1          | –             | –          |
| Heimatverein Döbbrick/Maiberg-Skadow | 31,8 %        | 2(1)       | –             | –          | 67,4 %        | 4          | –             | –          |
| CDU                                  | –             | –          | 44,9 %        | 2          | 15,8 %        | 1          | 19,8 %        | 1          |
| Einzelbewerberin Susanne Andreas     | –             | –          | –             | –          | 04,4 %        | –          | –             | –          |
| Einzelbewerber Holger Thomas         | –             | –          | –             | –          | –             | –          | 54,0 %        | 1          |
| Einzelbewerber Klaus Werner          | –             | –          | –             | –          | –             | –          | 26,2 %        | 1          |
| Wahlbeteiligung                      | 70,3 %        | 70,3 %     | 62,8 %        | 62,8 %     | 47,0 %        | 47,0 %     | 45,4 %        | 45,4 %     |

#### Gallinchen
| Partei / Wählergruppe              | Ergebnis 2024 | Sitze 2024 | Ergebnis 2019 | Sitze 2019 | Ergebnis 2014 | Sitze 2014 | Ergebnis 2008 | Sitze 2008 |
| ---------------------------------- | ------------- | ---------- | ------------- | ---------- | ------------- | ---------- | ------------- | ---------- |
| CDU                                | 34,0 %        | 2          | 52,6 %        | 3          | 49,5 %        | 2          | 25,1 %        | 1          |
| AfD                                | 26,2 %        | 1          | –             | –          | –             | –          | –             | –          |
| Mittelstandsinitiative Brandenburg | 16,6 %        | 1          | –             | –          | –             | –          | –             | –          |
| Einzelbewerber Norman Dittmann     | 12,0 %        | 1          | –             | –          | –             | –          | –             | –          |
| SPD                                | 11,3 %        | –          | 22,7 %        | 1          | 30,7 %        | 2          | 36,7 %        | 2(1)       |
| FDP                                | –             | –          | 24,7 %        | 1          | 19,8 %        | 1          | 38,2 %        | 2          |
| Wahlbeteiligung                    | 75,3 %        | 75,3 %     | 68,2 %        | 68,2 %     | 50,0 %        | 50,0 %     | 49,8 %        | 49,8 %     |

#### Groß Gaglow
| Partei / Wählergruppe           | Ergebnis 2024 | Sitze 2024 | Ergebnis 2019 | Sitze 2019 | Ergebnis 2014 | Sitze 2014 | Ergebnis 2008 | Sitze 2008 |
| ------------------------------- | ------------- | ---------- | ------------- | ---------- | ------------- | ---------- | ------------- | ---------- |
| Bürgerliste/Vereine Groß Gaglow | 100 %         | 5          | 100 %         | 5          | 78,8 %        | 4          | 80,4 %        | 4          |
| Die Linke                       | –             | –          | –             | –          | 11,1 %        | 1          | 19,6 %        | 1          |
| FDP                             | –             | –          | –             | –          | 10,1 %        | –          | –             | –          |
| Wahlbeteiligung                 | 73,2 %        | 73,2 %     | 68,3 %        | 68,3 %     | 51,5 %        | 51,5 %     | 50,8 %        | 50,8 %     |

#### Kahren
| Partei / Wählergruppe           | Ergebnis 2024 | Sitze 2024 | Ergebnis 2019 | Sitze 2019 | Ergebnis 2014 | Sitze 2014 | Ergebnis 2008 | Sitze 2008 |
| ------------------------------- | ------------- | ---------- | ------------- | ---------- | ------------- | ---------- | ------------- | ---------- |
| Einzelbewerber Sven Gehrmann    | 50,2 %        | 1          | 32,3 %        | 1          | –             | –          | –             | –          |
| Einzelbewerber Max Löcher       | 28,3 %        | 1          | –             | –          | –             | –          | –             | –          |
| Einzelbewerberin Angelika Linke | 21,5 %        | 1          | 13,9 %        | –          | –             | –          | –             | –          |
| Einzelbewerber Jürgen Lehmann   | –             | –          | 31,4          | 1          | –             | –          | –             | –          |
| Einzelbewerber Bernd Perko      | –             | –          | 22,4          | 1          | –             | –          | –             | –          |
| Zukunft für Kahren              | –             | –          | –             | –          | 58,6 %        | 2          | –             | –          |
| Bürgerinitiative Kahren         | –             | –          | –             | –          | 41,4 %        | 1          | 100 %         | 3          |
| Wahlbeteiligung                 | 79,4 %        | 79,4 %     | 71,1 %        | 71,1 %     | 52,3 %        | 52,3 %     | 47,9 %        | 47,9 %     |

#### Kiekebusch
| Partei / Wählergruppe      | Ergebnis 2024 | Sitze 2024 | Ergebnis 2019 | Sitze 2019 | Ergebnis 2014 | Sitze 2014 | Ergebnis 2008 | Sitze 2008 |
| -------------------------- | ------------- | ---------- | ------------- | ---------- | ------------- | ---------- | ------------- | ---------- |
| Liste Feuerwehr Kiekebusch | 100 %         | 5          | 100 %         | 5          | 100 %         | 5          | 87,9 %        | 4          |
| SV Kiekebusch              | –             | –          | –             | –          | –             | –          | 12,1 %        | 1          |
| Wahlbeteiligung            | 76,7 %        | 76,7 %     | 73,5 %        | 73,5 %     | 54,1 %        | 54,1 %     | 48,5 %        | 48,5 %     |

#### Merzdorf
| Partei / Wählergruppe               | Ergebnis 2024 | Sitze 2024 | Ergebnis 2019 | Sitze 2019 | Ergebnis 2014 | Sitze 2014 | Ergebnis 2008 | Sitze 2008 |
| ----------------------------------- | ------------- | ---------- | ------------- | ---------- | ------------- | ---------- | ------------- | ---------- |
| AfD                                 | 25,0 %        | 1          | –             | –          | –             | –          | –             | –          |
| Einzelbewerber Matthias Regina      | 16,6 %        | 1          | –             | –          | –             | –          | –             | –          |
| Einzelbewerber Ingolf Attula        | 16,5 %        | 1          | –             | –          | –             | –          | –             | –          |
| Einzelbewerberin Anke Ludwig        | 15,4 %        | –          | –             | –          | –             | –          | –             | –          |
| Einzelbewerberin Svenja Wendtland   | 14,3 %        | –          | 27,2 %        | 1          | –             | –          | –             | –          |
| Einzelbewerber Peter Löffler        | 12,2 %        | –          | 40,2 %        | 1          | 39,7 %        | 1          | 28,5 %        | 1          |
| Einzelbewerberin Sabine Rössel      | –             | –          | 25,0 %        | 1          | –             | –          | –             | –          |
| Einzelbewerber Reinhard Lehmann     | –             | –          | 07,5 %        | –          | –             | –          | –             | –          |
| Einzelbewerberin Christiane Grandke | –             | –          | –             | –          | 44,2 %        | 1          | 26,9 %        | 1          |
| Einzelbewerber Detlef Strokol       | –             | –          | –             | –          | 16,1 %        | 1          | –             | –          |
| Einzelbewerber Werner Regina        | –             | –          | –             | –          | –             | –          | 44,5 %        | 1          |
| Wahlbeteiligung                     | 74,0 %        | 74,0 %     | 65,2 %        | 65,2 %     | 43,2 %        | 43,2 %     | 43,3 %        | 43,3 %     |

#### Saspow
In Saspow wird erst seit der Kommunalwahl 2019 ein Ortsbeirat gewählt.
| Partei / Wählergruppe              | Ergebnis 2024 | Sitze 2024 | Ergebnis 2019 | Sitze 2019 |
| ---------------------------------- | ------------- | ---------- | ------------- | ---------- |
| Einzelbewerber Armin Thiel         | 55,0 %        | 2(1)       | –             | –          |
| SPD                                | 21,5 %        | 1          | 10,4 %        | –          |
| Mittelstandsinitiative Brandenburg | 18,2 %        | –          | –             | –          |
| Einzelbewerber Udo Knittel         | 05,3 %        | –          | –             | –          |
| Freiwillige Feuerwehr Saspow       | –             | –          | 32,1 %        | 1          |
| Ortsbeirat Initiativgruppe         | –             | –          | 31,5 %        | 1          |
| Trachten- und Heimatverein Saspow  | –             | –          | 26,0 %        | 1          |
| Wahlbeteiligung                    | 78,2 %        | 78,2 %     | 70,7 %        | 70,7 %     |

#### Sielow
| Partei / Wählergruppe | Ergebnis 2024 | Sitze 2024 | Ergebnis 2019 | Sitze 2019 | Ergebnis 2014 | Sitze 2014 | Ergebnis 2008 | Sitze 2008 |
| --------------------- | ------------- | ---------- | ------------- | ---------- | ------------- | ---------- | ------------- | ---------- |
| Bürgerverein Sielow   | 56,2 %        | 4          | 77,8 %        | 5          | 74,7 %        | 5          | 91,9 %        | 6          |
| AfD                   | 20,6 %        | 1          | –             | –          | –             | –          | –             | –          |
| SPD                   | 13,0 %        | 1          | 08,0 %        | 1          | 09,7 %        | 1          | 08,1 %        | 1          |
| CDU                   | 10,3 %        | 1          | 14,2 %        | 1          | 15,5 %        | 1          | –             | –          |
| Wahlbeteiligung       | 71,8 %        | 71,8 %     | 63,9 %        | 63,9 %     | 47,3 %        | 47,3 %     | 45,2 %        | 45,2 %     |

#### Skadow
| Partei / Wählergruppe          | Ergebnis 2024 | Sitze 2024 | Ergebnis 2019 | Sitze 2019 | Ergebnis 2014 | Sitze 2014 | Ergebnis 2008 | Sitze 2008 |
| ------------------------------ | ------------- | ---------- | ------------- | ---------- | ------------- | ---------- | ------------- | ---------- |
| Einzelbewerberin Helga Hammer  | 47,1 %        | 1          | 29,7 %        | 1          | 44,0 %        | 1          | 32,5 %        | 1          |
| Einzelbewerber Stefan Rohark   | 33,8 %        | 1          | 16,7 %        | –          | –             | –          | –             | –          |
| Einzelbewerberin Janet Götze   | 19,2 %        | 1          | –             | –          | –             | –          | –             | –          |
| Einzelbewerber Mathias Walzuck | –             | –          | 22,5 %        | 1          | –             | –          | –             | –          |
| Einzelbewerber Eckhard Ratsch  | –             | –          | 22,1 %        | 1          | –             | –          | –             | –          |
| Einzelbewerber Roland Alsdorf  | –             | –          | 08,9 %        | –          | –             | –          | –             | –          |
| Einzelbewerber Henry Kleitz    | –             | –          | –             | –          | 30,6 %        | 1          | 32,6 %        | 1          |
| FDP                            | –             | –          | –             | –          | 25,4 %        | 1          | –             | –          |
| Einzelbewerber Rainer Lauk     | –             | –          | –             | –          | –             | –          | 34,9 %        | 1          |
| Wahlbeteiligung                | 78,7 %        | 78,7 %     | 70,4 %        | 70,4 %     | 52,4 %        | 52,4 %     | 60,9 %        | 60,9 %     |

#### Willmersdorf
| Partei / Wählergruppe             | Ergebnis 2024 | Sitze 2024 | Ergebnis 2019 | Sitze 2019 | Ergebnis 2014 | Sitze 2014 | Ergebnis 2008 | Sitze 2008 |
| --------------------------------- | ------------- | ---------- | ------------- | ---------- | ------------- | ---------- | ------------- | ---------- |
| Einzelbewerberin Anke Schulz      | 43,5 %        | 1          | 62,3 %        | 1          | 51,8 %        | 1          | 23,1 %        | 1          |
| AfD                               | 32,2 %        | 1          | –             | –          | –             | –          | –             | –          |
| Einzelbewerber Marko Schröter     | 15,9 %        | 1          | 21,3 %        | 1          | 17,9 %        | 1          | –             | –          |
| Einzelbewerber Frank Ebert-Herzog | 08,1 %        | –          | 16,4 %        | 1          | 15,3 %        | 1          | –             | –          |
| Einzelbewerberin Diana Schiller   | –             | –          | –             | –          | 15,1 %        | –          | –             | –          |
| Einzelbewerber Michael Kleitz     | –             | –          | –             | –          | –             | –          | 40,0 %        | 1          |
| Einzelbewerber Olaf Konopke       | –             | –          | –             | –          | –             | –          | 36,9 %        | 1          |
| Wahlbeteiligung                   | 78,0 %        | 78,0 %     | 69,8 %        | 69,8 %     | 50,8 %        | 50,8 %     | 45,6 %        | 45,6 %     |

## Weitere Wahlen
Im nachfolgenden sind weitere Wahlergebnisse der Stadt Cottbus (ohne Stimmanteile aus nicht zur Stadt gehörenden Gemeinden bzw. dem Landkreis Spree-Neiße) zu Landtags-, Bundestags- und Europawahlen der zurückliegenden zehn Jahre aufgelistet:

### Landtagswahlen

Wahlkreis 43 – Cottbus I

Wahlkreis 44 – Cottbus II

Stimmenanteile der Parteien in Prozent (Zweitstimmen)
| Partei / Wählergruppe | Ergebnis 2024 | Ergebnis 2019 | Ergebnis 2014 | Ergebnis 2009 | Ergebnis 2004 |
| --------------------- | ------------- | ------------- | ------------- | ------------- | ------------- |
| SPD                   | 32,9 %        | 24,7 %        | 30,7 %        | 33,5 %        | 34,1 %        |
| AfD                   | 31,5 %        | 26,8 %        | 10,7 %        | –             | –             |
| BSW                   | 14,1 %        | –             | –             | –             | –             |
| CDU                   | 09,6 %        | 15,4 %        | 29,4 %        | 18,5 %        | 16,6 %        |
| Bündnis 90/Die Grünen | 02,9 %        | 08,3 %        | 04,8 %        | 05,3 %        | 03,4 %        |
| Die Linke             | 02,8 %        | 10,9 %        | 17,4 %        | 29,3 %        | 29,3 %        |
| Tierschutzpartei      | 01,8 %        | 02,5 %        | –             | –             | –             |
| BVB/Freie Wähler      | 01,7 %        | 04,0 %        | 01,6 %        | 02,1 %        | –             |
| Sonstige 1            | 02,8 %        | 07,3 %        | 05,5 %        | 011,3 %       | 011,5 %       |
| Wahlbeteiligung       | 71,3 %        | 61,6 %        | 49,6 %        | 63,4 %        | 52,8 %        |

Bei den letzten Landtagswahlen wurde die Stadt Cottbus in zwei Wahlkreise eingeteilt:
- Wahlkreis 43 – Cottbus I (mit den Ortsteilen: Branitz, Dissenchen, Döbbrick, Merzdorf, Mitte, Sandow, Saspow, Schmellwitz, Sielow, Skadow und Willmersdorf). Als Direktkandidatin (Erststimme) für diesen Wahlkreis wurde Martina Münch (SPD) 2004 und 2009 nach Potsdam gewählt. Bei den Landtagswahlen 2014 konnte sich Michael Schierack (CDU), der auch landesweit als Spitzenkandidat antrat, gegen Martina Münch durchsetzen. Bei der Landtagswahl 2019 erhielt Marianne Spring-Räumschüssel von der AfD die meisten Stimmen.
- Wahlkreis 44 – Cottbus II (mit den Ortsteilen: Kahren, Madlow, Sachsendorf, Spremberger Vorstadt und Ströbitz sowie Gallinchen, Groß Gaglow und Kiekebusch). Als Direktkandidat für diesen Wahlkreis wurde 2009 Jürgen Maresch (Die Linke) ins Landesparlament gewählt. Er konnte sich damit gegen Kerstin Kircheis (SPD) durchsetzen, die diesen Wahlkreis als Nachrückerin für den zwischenzeitlich zum Cottbuser Oberbürgermeister gewählten Frank Szymanski seit 2006 vertreten hatte. Bei der Landtagswahl 2014 konnte sich wiederum Kerstin Kircheis durchsetzen. 2019 wurde in diesem Wahlkreis Lars Schieske von der AfD gewählt.

### Bundestagswahlen

Bundestagswahlkreis Cottbus – Spree-Neiße bei der Bundestagswahl 2021

Die Stadt Cottbus bildet zusammen mit dem umgebenden Landkreis Spree-Neiße den Bundestagswahlkreis Cottbus – Spree-Neiße. In der Ergebnistabelle sind die Ergebnisse für den Wahlkreis angegeben.
Stimmenanteile der Parteien in Prozent (Zweitstimmen)
| Partei / Wählergruppe | Ergebnis 2025 | Ergebnis 2021 | Ergebnis 2017 | Ergebnis 2013 | Ergebnis 2009 | Ergebnis 2005 |
| --------------------- | ------------- | ------------- | ------------- | ------------- | ------------- | ------------- |
| AfD                   | 39,0 %        | 24,3 %        | 26,8 %        | 06,8 %        | –             | –             |
| CDU                   | 15,9 %        | 13,8 %        | 24,1 %        | 32,8 %        | 22,2 %        | 17,5 %        |
| SPD                   | 14,0 %        | 28,5 %        | 15,2 %        | 23,2 %        | 25,0 %        | 39,3 %        |
| BSW                   | 11,5 %        | –             | –             | –             | –             | –             |
| Die Linke             | 09,2 %        | 07,6 %        | 16,5 %        | 24,2 %        | 30,5 %        | 27,4 %        |
| Bündnis 90/Die Grünen | 04,0 %        | 05,5 %        | 03,1 %        | 04,3 %        | 05,7 %        | 05,3 %        |
| FDP                   | 03,2 %        | 10,7 %        | 07,6 %        | 02,4 %        | 08,6 %        | 06,3 %        |
| Sonstige              | 03,0 %        | 09,6 %        | 06,6 %        | 03,7 %        | 04,3 %        | 04,2 %        |
| Wahlbeteiligung       | 79,8 %        | 74,9 %        | 73,9 %        | 65,8 %        | 63,3 %        | 72,0 %        |

Bei der Wahl 2009 zog Wolfgang Nešković (Die Linke) über das Direktmandat für den Wahlkreis in den Bundestag ein und konnte sich damit gegen den wieder antretenden Steffen Reiche (SPD) durchsetzen. Am 13. Dezember 2012 trat Nešković aus der Fraktion seiner Partei aus. Sein Direktmandat führte er bis zum Ende der Legislaturperiode fort und wollte es dann als unabhängiger Kandidat bei der Bundestagswahl 2013 verteidigen, er erhielt jedoch nur 8,1 % der Erststimmen. Gewählt wurde Klaus-Peter Schulze (CDU) mit 35,9 % der Erststimmen. Bei der Wahl 2017 wurde Schulze mit 28,4 % der Stimmen wiedergewählt.
Zur Bundestagswahl 2021 trat Schulze nicht mehr an. Gewählt wurde Maja Wallstein (SPD) mit 27,6 % der Stimmen. Bei der vorgezogenen Bundestagswahl 2025 erhielt Lars Schieske (AfD) mit 42,0 % der Stimmen das Direktmandat.

### Europawahlen
Stimmenanteile der Parteien in Prozent
| Partei / Wählergruppe | Ergebnis 2024 | Ergebnis 2019 | Ergebnis 2014 | Ergebnis 2009 | Ergebnis 2004 |
| --------------------- | ------------- | ------------- | ------------- | ------------- | ------------- |
| AfD                   | 29,2 %        | 24,6 %        | 09,7 %        | –             | –             |
| BSW                   | 15,6 %        | –             | –             | –             | –             |
| CDU                   | 15,6 %        | 16,2 %        | 23,8 %        | 21,0 %        | 19,6 %        |
| SPD                   | 14,5 %        | 15,9 %        | 25,5 %        | 23,7 %        | 21,2 %        |
| Die Linke             | 04,6 %        | 12,6 %        | 21,5 %        | 28,5 %        | 36,5 %        |
| Bündnis 90/Die Grünen | 04,5 %        | 09,8 %        | 06,0 %        | 08,9 %        | 04,7 %        |
| FDP                   | 02,9 %        | 04,9 %        | 02,1 %        | 06,0 %        | 09,7 %        |
| Die PARTEI            | 02,9 %        | 03,1 %        | 01,7 %        | –             | –             |
| Sonstige              | 10,2 %        | 12,9 %        | 09,1 %        | 12,0 %        | 08,7 %        |
| Wahlbeteiligung       | 63,6 %        | 57,3 %        | 40,2 %        | 25,8 %        | 22,6 %        |